# Sint-Remigiuskerk (Saint-Remy, Luik)

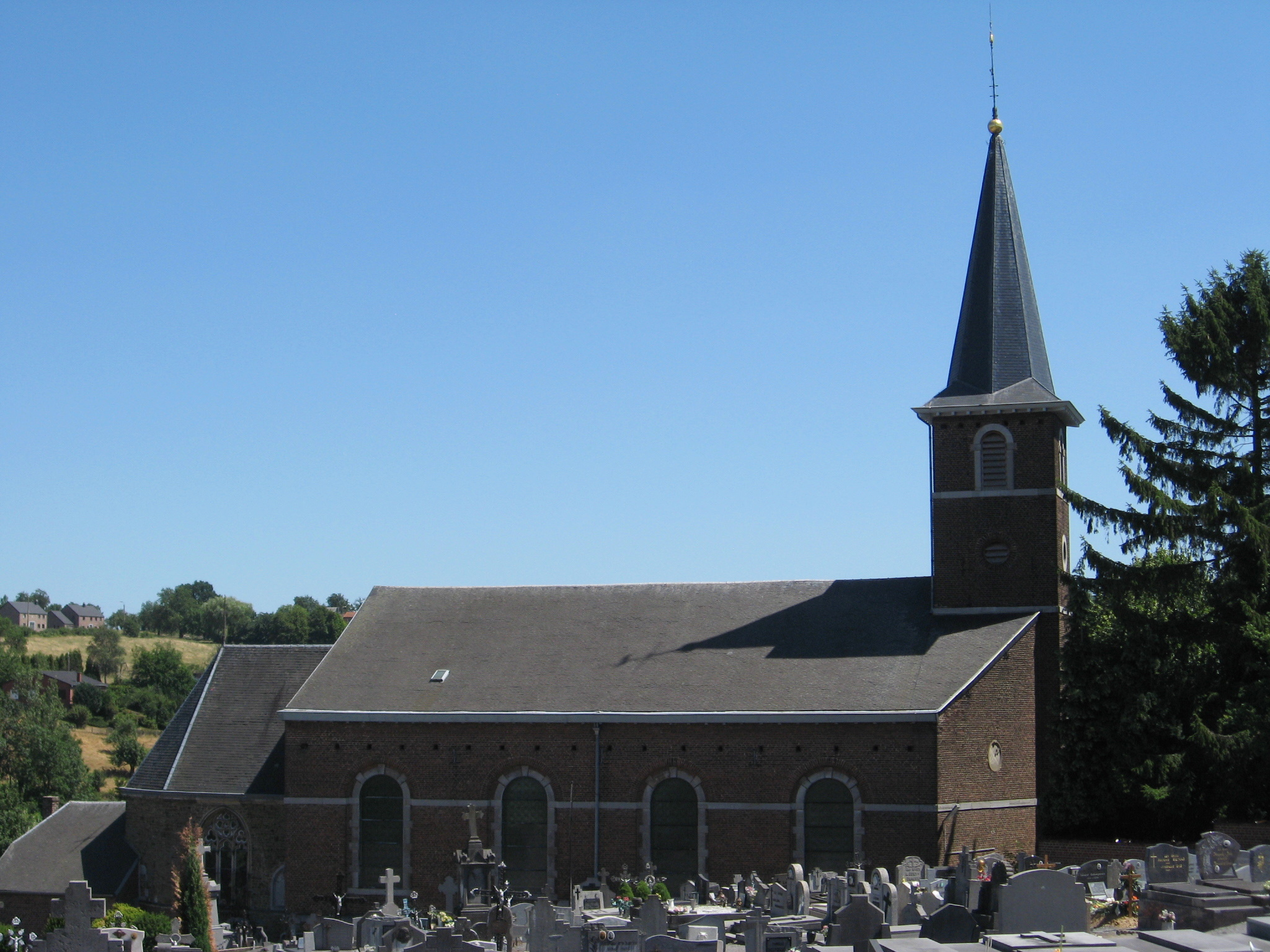
Sint-Remigiuskerk

De Sint-Remigiuskerk is de parochiekerk van de tot de Belgische gemeente Blegny behorende plaats Saint-Remy, gelegen aan de Rue des Combattants.

## Gebouw
Het is een bakstenen kerk met kalkstenen omlijstingen, in neoclassicistische stijl gebouwd in 1833. Naar dit jaartal verwijst een chronogram bij de ingang.
Het - smallere - gotische koor is van 15e en 16e eeuw. Het is uitgevoerd in blokken zandsteen. Het koor heeft een driezijdige afsluiting en 18e-eeuws stucwerk.
De kerk heeft een lage, ingebouwde toren.

## Interieur
Het meeste kerkmeubilair is 18e-eeuws; de orgelkast is van 1843; een gotisch Sint-Remigiusbeeld is 15e-eeuws; een reliëf met de heiligen Remigius, Hilarius en Martinus is 16e-eeuws; een Sint-Nicolaasbeeld is 17e-eeuws; zes houten gepolychromeerde beelden zijn 18e-eeuws; doopvont met gotische trommel (15e-16e eeuw) en 18e-eeuwse marmeren kuip; schilderijen van M. Schumacher van 1747.